# Chriolepis dialepta
Chriolepis dialepta és una espècie de peix de la família dels gòbids i de l'ordre dels cipriniformes que es troba a Costa Rica: Isla Cocos.